# Анастасиос Донис
Анастасиос Донис (грч. Αναστάσιος "Τάσος" Δώνης; Блекберн, 29. август 1996) је грчки фудбалер, који тренутно игра за Арис Солун и фудбалску репрезентацију Грчке.

## Клупска каријера
Рођен је 29. августа 1996. у Блекбурну. Наступао је за млађе категорије фудбалских клубова Панатинаикос и Јувентус.
Придружио се 2015. године, швајцарској екипи Лугано, на позајмици из Јувентуса. Следеће сезоне играо је за први тим из Лугана, а већину времена проведеног у екипи био је стандардни првотимац.
Године 2016. потписао је уговор са француским клубом Ница, у којем је наредну сезону каријере такође провео као позајмљени играч. Од 2017. године наступа за немачки Штутгарт.

## Репрезентација
Дебитовао је за сениорску репрезентацију Грчке 9. јуна 2017. године, у квалификационом мечу за одлазак на Светско првенство 2018. против Босне и Херцеговине. Први погодак за национални тим је дао против Лихтенштајна у квалификацијама за Европско првенство 2020.
Голови за репрезентацију
| #  | Датум          | Место              | Противник   | Гол | Резултат | Такмичење                                 |
| -- | -------------- | ------------------ | ----------- | --- | -------- | ----------------------------------------- |
| 1. | 23. март 2019. | Вадуц, Лихтенштајн | Лихтенштајн | 0:2 | 0:2      | Квалификације за Европско првенство 2020. |